# بوسه سرقتی
بوسه سرقتی (انگلیسی: Stolen Kisses) یک فیلم به کارگردانی ری انرایت است که در سال ۱۹۲۹ منتشر شد.